# Urodontinae
Urodontinae es una subfamilia de coleópteros polífagos de la familia Anthribidae. Contiene los siguientes géneros:

## Géneros
- Breviurodon
- Bruchela
- Cercomorphus
- Urodomorphus
- Urodontellus
- Urodontidius
- Urodontus
- Urodoplatus